# Будзьма! Тузін. Перазагрузка-2
Будзьма! Тузін. Перазагрузка-2 — альбом-компиляция 12 белорусских и иностранных групп и сольных исполнителей, поющих на английском, русском, украинском языках, записавших каверы на свои песни на белорусском языке. Компакт-диск издан общественным движением Будзьма беларусамі! совместно с музыкальным порталом Tuzin.fm в декабре 2011 года. Идея Сергея Будкина. Презентация сборника с участием Олега Скрипки прошла 15 декабря 2011 года в минском клубе «Loft».

## Список песен
| №   | Название                                      | Текст песни       | Музыка                | Оригинал              | Длительность |
| --- | --------------------------------------------- | ----------------- | --------------------- | --------------------- | ------------ |
| 1.  | «Краіна мрой» (Вопли Видоплясова)             | Андрей Хаданович  | Олег Скрипка          | Країна мрій           | 4:51         |
| 2.  | «Дзень без чар тваіх» (Олег “Jagger” Минаков) | Сергей Балахонов  | Олег “Jagger” Минаков | Day Without Your Love | 3:56         |
| 3.  | «Кантрабанды» (Мумий Тролль)                  | Андрей Хаданович  | Илья Лагутенко        | Контрабанды           | 4:00         |
| 4.  | «Апошняе сонца» (Dreamgale)                   | Dreamgale         | Dreamgale             | –                     | 4:23         |
| 5.  | «Дождж» (5diez)                               | Сергей Балахонов  | 5diez                 | Дождь                 | 4:46         |
| 6.  | «Зрывае дах» (Макс Лоренс)                    | Глеб Лободенко    | Макс Лоренс           | Схожу с ума           | 4:01         |
| 7.  | «Сонейка» (Мария Тарасевич)                   | Владимир Ленкевич | Мария Тарасевич       | Солнышко              | 3:29         |
| 8.  | «Небасхіл Еўропы» (Александр Рыбак)           | Глеб Лободенко    | Александр Рыбак       | Europe's Skies        | 3:42         |
| 9.  | «Апошні дзень Зямлі» (Смысловые галлюцинации) | Владимир Ленкевич | Сергей “Буба” Бобунец | Последний день Земли  | 3:30         |
| 10. | «Акіян у цішы» (Leon Gurvitch Project)        | Алесь Камоцкий    | Leon Gurvitch Project | Infinite Ocean        | 6:51         |
| 11. | «Стоп-мафія» (Zdob și Zdub)                   | Сергей Балахонов  | Михай Гынку           | Стоп, мафия!          | 2:52         |
| 12. | «Пакуль» (Алёна Свиридова)                    | Андрей Хаданович  | Алёна Свиридова       | Пока                  | 3:22         |

## Приём критиков
Татьяна Замировская в рецензии на «прекрасный проект сайта Tuzin.fm и компании Будзьма беларусамі!» для журнала «Большой» заключила, что «диск вышел неплохой». Илья Малиновский на волнах Европейского радио для Беларуси отметил, что это «реально качественная музыка от настоящих профессионалов в любых направлениях».
На церемонии Ultra-Music Awards 2011 CD был назван победителем в категории «Проект года».
В 2018 году музыкальный портал Tuzin.fm вместе с Letapis.by включил песню «Краіна мрой» Воплей Видоплясова в топ «60 белорускоязычных хитов современности» (список лучших песен, выпущенных с 1988 года).
В 2019 году Лёша Горбаш с 34mag включил проект в список самых значимых событий в белорусской музыке за период 2010—2019 годов.

## Комментарии
1. ↑  Новая намеренно написанная для сборника песня.